# 馮養志
馮養志（？—？），字若曾，號可廷，山西澤州高平縣人，民籍，明朝政治人物。

## 生平
萬曆十年（1582年）壬午科山西鄉試五名舉人，萬曆十四年（1586年）丙戌科會試八十四名，登三甲第六十七名進士。禮部觀政，本月任陝西洛川縣知縣。十六年調繁直隶任丘县知县，十八年升吏部验封司主事，調考功司，丁憂歸。二十二年補验封司，升员外郎，調文选司，二十三年告病。二十七年京察，降補长芦运判。三十五年升南户部主事，三十六年升南兵部郎中。

## 家族
曾祖馮裕，贈奉政大夫南京戶部郎中；祖父馮顗，曾任山東東按察司僉事；父馮春，曾任儒士。母蘇氏；繼母楊氏。